# Peggy Ryan
Margaret O'Rene Ryan (Long Beach, Califòrnia, 28 d'agost de 1924 – Las Vegas, Nevada, 30 d'octubre de 2004) va ser una ballarina i actriu estatunidenca, coneguda per haver protagonitzat als anys quaranta una sèrie de pel·lícules musicals enginyoses i alegres per a Universal Pictures, amb Donald O'Connor i Gloria Jean.

## Carrera
Ryan va néixer com a Margaret O'Rene Ryan, filla dels membres d'una companyia de balls de saló anomenada Merry Dancing Ryans. De molt petita es va incorporar amb un paper en un curt de Technicolor Vitaphone, The Wedding Of Jack And Jill (1929). Quan en tenia 13, va participar en Top Of The Town (1937), que seria el seu primer llargmetratge.
Les seves habilitats per a cantar, actuar i ballar van ser observades per l'actor de cant i dansa George Murphy, però tot i que ja superava l'edat per als papers infantils, encara era massa jove per als papers adolescents". Va assistir a la Hollywood Professional School.
Va continuar treballant en petits papers, entre els quals un paper no acreditat a El raïm de la ira (1940, The Grapes of Wrath), de John Ford, fins al 1942, quan va tenir un número en solitari al llargmetratge What's Cookin'? L'equip format per Gloria Jean, Donald O'Connor i Peggy Ryan va ser un gran èxit entre el públic i els exhibidors, i els tres adolescents van fer cinc llargmetratges junts. El seu personatge de pantalla en aquestes pel·lícules era generalment una noia descarada, astuta i esbojarrada. Als anys quaranta, Ryan va avançar a produccions més elaborades, amb el suport de Jack Oakie i Abbott i Costello. Va participar en la revista de Broadway Meet the People (1940).
Va deixar l'estudi Universal el 1945 i es va casar amb James Cross aquell mateix any; es van divorciar el 1952. Va tornar a la pantalla amb el ballarí Ray McDonald per a There's a Girl in My Heart i Shamrock Hill de 1949 i All Ashore de 1953. Es van casar el 1953 i van fer una gira junts abans de divorciar-se el 1957. El seu tercer matrimoni, el 1958, va ser amb el columnista de Hawaii Eddie Sherman, després del qual va deixar les pel·lícules per la coreografia. Sherman va adoptar els dos fills dels matrimonis anteriors. A la televisió, Ryan va interpretar el paper de la secretària Jenny Sherman a Hawaii Five-O de 1969 a 1976.
En anys posteriors, va entrenar les showgirls de Las Vegas en ball de claqué. La seva darrera actuació pública, a la festa del seu 80è aniversari, va ser un divertit reguitzell de cançons i balls per als seus antics companys de l'estudi Universal. Va continuar ensenyant claqué fins dos dies abans de la seva mort, produïda després de dos atacs de cor. Les seves cendres van ser escampades sota el cartell de Hollywood a Hollywood, Califòrnia.

## Filmografia
Obres:
- Top of the Town (1937) - Peggy
- The Women Men Marry (1937) - Mary Jane
- The Flying Irishman (1939) - Miss Edith Corrigan - Doug's Sister (no acreditada)
- She Married a Cop (1939) - Trudy
- ˞El raïm de la ira (pel·lícula) (1940) - Hungry Girl (no acreditada)
- Sailor's Lady (1940) - Ellen
- What's Cookin'? (1942 in film|1942) - Peggy
- Girls' Town (1942) - Penny
- Private Buckaroo (1942) - Bonnie-Belle Schlopkiss
- Miss Annie Rooney (1942) - Myrtle
- Give Out, Sisters (1942) - Peggy
- Get Hep to Love (1942) - Betty Blake
- When Johnny Comes Marching Home (1942) - Dusty
- Mister Big (1943) - Peggy
- Top Man (1943) - Jane Warren
- Chip Off the Old Block (1944) - Himself
- Follow the Boys (1944) - Peggy Ryan
- This Is the Life (1944) - Sally McGuire
- The Merry Monahans (1944) - Patsy Monahan
- Babes on Swing Street (1944) - Trudy Costello
- Bowery to Broadway (1944) - Specialty Number
- Here Come the Co-Eds (1945) - Patty Gayle
- Patrick the Great (1945) - Judy Watkin
- That's the Spirit (1945) - Sheila Gogarty
- On Stage Everybody (1945) - Molly Sullivan
- Men in Her Diary (1945) - Doris Mann
- Shamrock Hill (1949) - Eileen Rogan
- There's a Girl in My Heart (1949) - Sally Mullin
- All Ashore (1953) - Gay Night

 Altres
- Billy Rose's Casa Mañana Revue (1938) - Peggy Dixon
- A Night at the Troc (1939)
- Varsity Vanities (1940)
- Universal Musical Short 3655: Singin' and Swingin (1950)

## Televisió
- Hawaii Five-O (va aparèixer en 49 episodis entre 1968 i 1976)
- Pleasure Palace (1980)